# Seira incolorata
Seira incolorata är en urinsektsart som beskrevs av Denis 1931. Seira incolorata ingår i släktet Seira och familjen brokhoppstjärtar. Inga underarter finns listade i Catalogue of Life.